# David F. Hendry

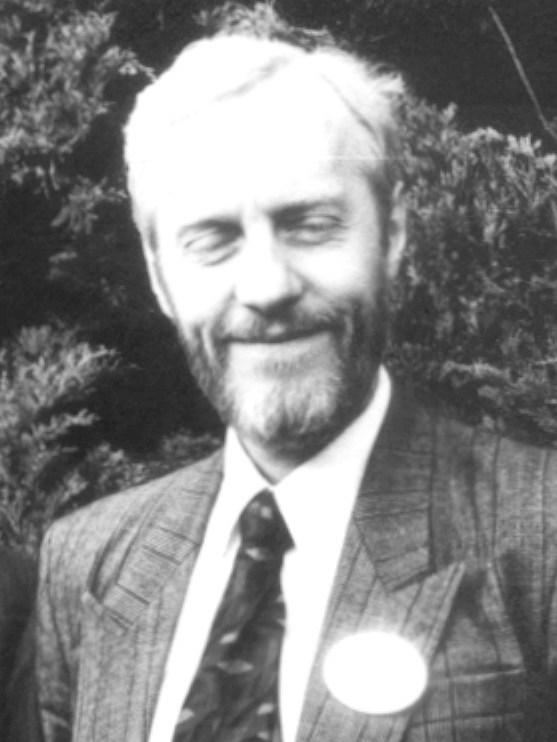
David F. Hendry in 1992

David Forbes Hendry FBA (Nottingham, 6 maart 1944) is een Brits econometrist. Hij werd in 1982 hoogleraar economie aan de Universiteit van Oxford. Van 2001 tot en met 2007 was hij ook hoofd van de economische faculteit van de Universiteit van Oxford. Hij is ook fellow aan Nuffield College, een van de deelcolleges van de Universiteit van  Oxford.
In 1970 ontving hij zijn PhD van de London School of Economics (LSE). Zijn promotor was John Denis Sargan. Tot zijn overstap, in 1982, naar de  Universiteit van Oxford was Hendry eerst lector, vervolgens reader en ten slotte hoogleraar economie aan de LSE.
In zijn werk spelen tijdreeks-econometrie en de econometrie van de geldvraag een voorname rol. In de afgelopen jaren heeft hij gewerkt aan theorie van het voorspellen en ook aan geautomatiseerde modellenbouw.

## Enige publicaties
- Hendry, D.F. (1995). Dynamic Econometrics. Oxford: Oxford University Press. (ISBN 0-19-828317-2)
- Davidson, J.E.H., D.F. Hendry, F. Srba en J.S. Yeo (1978). Econometric modelling of the aggregate time-series relationship between consumers' expenditure and income in the United Kingdom. The Economic Journal, 88, blz. 661-692.
- Hendry, D.F. en B. Nielsen (2007), Econometric Modeling: A Likelihood Approach (Princeton University Press).